# José Antônio da Silva Freire
José Antônio da Silva Freire, primeiro Barão de Dourados (Cantagalo, 14 de outubro de 1833 — Cantagalo, 31 de outubro de 1897 ) foi um cafeicultor, jornalista e político brasileiro.
Casou-se com Rosalina da Conceição da Silva Freire e era primo do Barão de Santa Maria Madalena - José Joaquim da Silva Freire. Fundou, em 1886, o primeiro semanário de Cantagalo: O Monóculo. Foi delegado de polícia, presidente do Partido Liberal e da câmara municipal. Era também tenente-coronel da Guarda Nacional.
Agraciado barão em 21 de abril de 1883, encontram-se referências ao título de Barão de Dourado.